# لورنزو پائولوچی
لورنزو پائولوچی (انگلیسی: Lorenzo Paolucci؛ زادهٔ ۱ اکتبر ۱۹۹۶) بازیکن فوتبال است.
از باشگاه‌هایی که در آن بازی کرده‌است می‌توان به باشگاه فوتبال دلفینو پسکارا اشاره کرد.